# Praxis (zoologia)
Praxis Guénée, 1852, è un genere di lepidotteri notturni appartenente alla famiglia Erebidae, endemico dell'Australia.

## Tassonomia
Questo taxon comprende otto specie:
- Praxis aterrima Walker, 1856
- Praxis difficilis Walker, 1858
- Praxis dirigens Walker, 1858
- Praxis edwardsii Guénée, 1852
- Praxis limbatis Strand, 1924
- Praxis marmarinopa Meyrick, 1897
- Praxis pandesma Lower, 1902
- Praxis porphyretica Guénée, 1852